# Dipodomys spectabilis
Dipodomys spectabilis är en däggdjursart som beskrevs av Clinton Hart Merriam 1890. Dipodomys spectabilis ingår i släktet känguruspringmöss, och familjen påsmöss. Inga underarter finns listade i Catalogue of Life. Wilson & Reeder (2005) skiljer mellan 6 underarter. Typexemplaret hittades i delstaten Arizona. Artepitet spectabilis i det vetenskapliga namnet betyder "påfallande". Det valdes antagligen på grund av artens storlek eller för den tydliga färgsättningen.

## Utseende
Vuxna exemplar är med svans 310 till 350 mm lång, svanslängden är 180 till 208 mm och vikten varierar mellan 97 och 170 g. Djuret har 47 till 53 mm långa bakfötter och 9 till 18 mm stora öron. Pälsen har på ovansidan en orangebrun färg med några svarta hår inblandade. Svansen är främst täckt av korta hår och vid slutet bildar långa hår en tofs. Tofsens spets och bakfötternas sidor är vita. Ungar har en mer gråaktig färg. Svansens främre del är grå till svart på toppen samt på undersidan och vit på sidorna. Tofsens främre del har en svart färg. Typisk är vita fläckar framför och bakom öronen, en vit strimma på låren och en vit undersida. Pälsen byts varja år kring augusti. Kännetecknande är en ränna i varje framtand av överkäken och en liten ränna i underkäkens framtänder. På ryggen förekommer en körtel och individerna får snabb fuktig päls ifall de vistas utanför sandiga landskap. Jämförd med andra släktmedlemmar är penisbenet störst i förhållande till andra kroppsdelar. Vid lufttemperaturer mellan −5 °C och 15 °C håller arten en kroppstemperatur av 25 °C. Den diploida kromosomuppsättningen bildas av 72 kromosomer (2n=72).
Hannar är större än honor. I samma region når endast Dipodomys deserti och Dipodomys nelsoni en liknande storlek. Dipodomys spectabilis är lite mörkare än Dipodomys nelsoni och tofsen vid svansen är större. Skillnaden mot Dipodomys deserti består i avvikande mått av kraniet.

## Urbredning
Denna gnagare förekommer med två från varandra skilda populationer i sydvästra USA och i norra respektive centrala Mexiko. Den lever i torra gräsmarker med enstaka glest fördelade buskar. Typiska växter i regionen tillhör släktena Prosopis, Aristida och Bouteloua. Det finns även buskar av släktena Acacia, Prosopis och Larrea samt av arten Quercus havardii och andra växter av opuntiasläktet samt palmliljesläktet. Täckningen med buskar bör inte överstiga 20 procent.

## Ekologi
Utanför parningstiden lever varje individ ensam. De skapar underjordiska bon med de djupaste delarna 50 cm under ytan. Födan utgörs av frön, gräs, örter, suckulenter och frukter. Mellan februari och april besöker hannen honans bo för parningen. Dräktigheten varar 22 till 27 dagar. Denna gnagare jagas av olika rovlevande djur som nordamerikansk grävling, ökenkatträv, rödlo, prärievarg och ugglor.
Ibland klättrar arten pa efedraväxter och palmliljor för att äta blommor.

### Aktivitet och boet
Denna nattaktiva gnagare håller ingen dvala under vintern eller sommaren. Vid ogynnsamt väder som regn och kyla stannar den i boet. Reviret har en diameter upp till 160 meter kring gömstället och har en storlek mellan 410 och 720 m². Dipodomys spectabilis undviker ljusa månnätter och den är ibland dagaktiv när nya växter erbjuder gömställen. Arten badar ofta i sanden för pälsvården och för att markera reviret. Troligtvis används doften från körtelvätskan för att igenkänna nära släktingar.
En upp till 30cm hög kulle skapas kring upp till tre ingångar. Högen kan ha en diamter av 10 meter men de flesta har en diameter på 2 meter. En vanlig tunnel är 11 cm bred och 8 cm hög. I boet förekommer flera förvaringsrum och ett rum där individen sover och där ungarna uppfostras. Detta rum har en diameter på 15 till 25 cm och fodras med mjukare sand. Det saknas speciella avdelningar för avföringen. Bredvid boet förekommer upp till fyra enkla jordhålor i reviret. I New Mexico registrerades ungefär 1,7 bon per hektar. Ibland övertas bon från präriehundar, från Dipodomys ordii eller från andra känguruspringmöss. Dipodomys spectabilis delar boet ibland med prärieugglan, Neotoma micropus, små ödlor, ogiftiga ormar, paddor, kackerlackor och skorpioner.

### Socialt beetende och fortplantning
Ibland vistas två och mycket sällan tre individer i samma bo. Under strider som är sällsynta hoppar exemplaren i luften och slår med fötterna mot varandra. Ibland bärs motståndaren med framtassarna bort. Ifall arten strider mot Dipodomys merriami är den oftast överlägsen. Gräshoppsmöss och kindpåsråttor är robustare och vid strider mot dessa kan arten få allvarliga skador eller den kan dö. För kommunikationen finns olika läten. Dipodomys spectabilis trummar med fötterna på marken när en landlevande fiende närmar sig.
Arten rör sig vanligen hoppande som en känguru med framtassarna som stöd.
Honor kan para sig under alla årstider men under oktober och november föds endast ett fåtal ungar. Beroende på utbredning förekommer upp till tre kullar per år. Ungarna väger vid födelsen ungefär 7,8 g, är nakna, har stängda ögon och öron och saknar tänder. Huden har samma färg som de vuxna exemplarens päls med rosa nyanser. Ungarna öppnar ögonen efter cirka två veckor och de diar sin mor 20 till 25 dagar. Könsmognaden infaller efter 300 dagar.

## Hot
Beståndet hotas av landskapsförändringar. I den mexikanska delstaten San Luis Potosí jagas arten som viltkött. Enligt uppskattningar minskade hela populationen med upp till 30 procent under de tio åren före 2016. IUCN kategoriserar arten globalt som nära hotad.